# Andrea Saccaggi
Andrea Saccaggi (Massa, 19 marzo 1989) è un cestista italiano.

## Biografia
È fratello maggiore del cestista Lorenzo ed è inoltre figlio di Maurizio, ex cestista attivo in Serie B e C.
È originario di Carrara, pur essendo nato a Massa.

## Carriera

### Club
Prodotto del settore giovanile della Don Bosco Livorno, ha esordito in massima serie l'11 ottobre 2007 con la canotta biancoverde della Benetton Treviso. Nella stagione 2008-2009 è tornato in Toscana per fare parte del Basket Livorno, militante in Legadue. È rientrato poi a Treviso, con cui ha iniziato la Serie A 2009-2010 collezionando due presenze, quindi a stagione in corso è stato ceduto alla Fulgor Omegna in Serie A Dilettanti.
Tra le file dei rossoverdi omegnesi, Saccaggi è rimasto per quattro stagioni e mezzo, tutte trascorse nel terzo livello del campionato italiano. A livello personale, nelle prime due stagioni e mezzo ha oscillato tra i 10,7 punti di media della rimanente parte della stagione 2009-2010 e i 11,6 punti delle due annate seguenti, quindi le sue medie realizzative sono state di 11,3 punti a gara nella stagione 2012-2013 e di 7,9 punti a gara nella stagione 2013-2014, durante la quale gioca al fianco di Mike James.
In vista della stagione 2014-2015 si è trasferito alla Fortitudo Agrigento in Serie A2, dove con 9,15 punti in regular season e 10,6 nei play-off ha contribuito a far sfiorare al club siciliano il sogno di un'inaspettata promozione in Serie A, sfumata solo al termine della decisiva gara 5 della serie finale contro Torino. Confermato per la stagione successiva, ha realizzato 13,1 punti di media in un campionato terminato questa volta ai quarti di finale play-off contro la Fortitudo Bologna.
Nel 2016 è tornato a giocare per una stagione a Treviso, sempre in A2, con la società biancazzurra Universo Treviso Basket allenata da Stefano Pillastrini, già suo coach ai tempi della nazionale Under-18. La formazione trevigiana ha chiuso la regular season al primo posto in classifica nel girone est, salvo poi essere eliminata ai quarti di finale contro la Fortitudo Bologna, come avvenuto per Saccaggi (autore di 6,7 punti a partita) anche l'anno precedente quando egli indossava i colori di Agrigento.
Per l'annata 2017-2018 è approdato al Latina Basket, nuovamente in A2, dove ha chiuso il torneo con 9,1 punti di media con la squadra neroblu che si è classificata al nono posto.
L'anno successivo è stato ingaggiato dalla Virtus Roma di coach Piero Bucchi. Anche in questo caso, come avvenuto due anni prima a Treviso, la sua squadra ha chiuso la regular season in vetta alla classifica, con la differenza che, in base ai regolamenti in vigore in stagione, il primo posto ha assicurato ai capitolini la promozione diretta. Il suo apporto personale è stato di 5 punti di media, con il 64,5% al tiro da due e il 43,6% al tiro da tre.
Per il sesto anno di fila, in occasione della stagione 2019-2020, Saccaggi ha giocato in Serie A2 a seguito dell'ingaggio da parte della Cestistica San Severo. Il suo minutaggio medio è tornato a poco più di 25 minuti a gara, mentre la media punti è stata di 7,3 a gara.
Nel 2020-2021 ha fatto ritorno alla Fortitudo Agrigento, società che per ragioni economiche si era appena autoretrocessa in Serie B. Nonostante ciò, i biancazzurri hanno lottato per la promozione fino ad arrivare alle finali play-off, perse 3-2 contro la San Giobbe Chiusi. Nel corso della stagione, Saccaggi ha viaggiato a 16 punti di media.
Nel luglio 2021 ha firmato un contratto biennale con Rinascita Basket Rimini, ambiziosa società militante anch'essa in Serie B, la quale a fine stagione ha centrato la promozione in Serie A2. Non confermato per la stagione di A2, è tornato a giocare in Toscana con l'ingaggio dalla Polisportiva Libertas Livorno  in Serie B. Andrea viene soprannominato dai tifosi "Saccabomb". 
A Luglio 2022 ha firmato un contratto biennale con la Libertas Livorno 1947, militante nel Campionato di Serie B Nazionale. Nel suo primo anno, sotto la guida di Coach Marco Andreazza contribuisce a portare la società livornese al primo posto nella regular season del girone A di Serie B, concluso però con la sconfitta nella finale play-off per l'accesso alle final four contro la Nuova Pallacanestro Vigevano 1955.
Nella stagione 2023/24, nonostante una stagione costellata da continui problemi fisici, si rivelerà determinante per la vittoria del Campionato di Serie B Nazionale della squadra livornese e la conseguente promozione in Serie A2.

### Nazionale
Ha militato in tutte le nazionali giovanili, ed ha disputato i rispettivi campionati continentali di categoria. In particolare, nel 2009 ha preso parte agli Europei Under-20 disputati a Rodi in Grecia; con la selezione azzurra ha chiuso il torneo al quarto posto, scendendo in campo in tutti e 9 gli incontri disputati dalla squadra.

## Palmares
- Promozione in Serie A1: 1

Virtus Roma (2018/2019)
- Serie B Nazionale: 1

Libertas Livorno (2023/2024)